# Drahlín

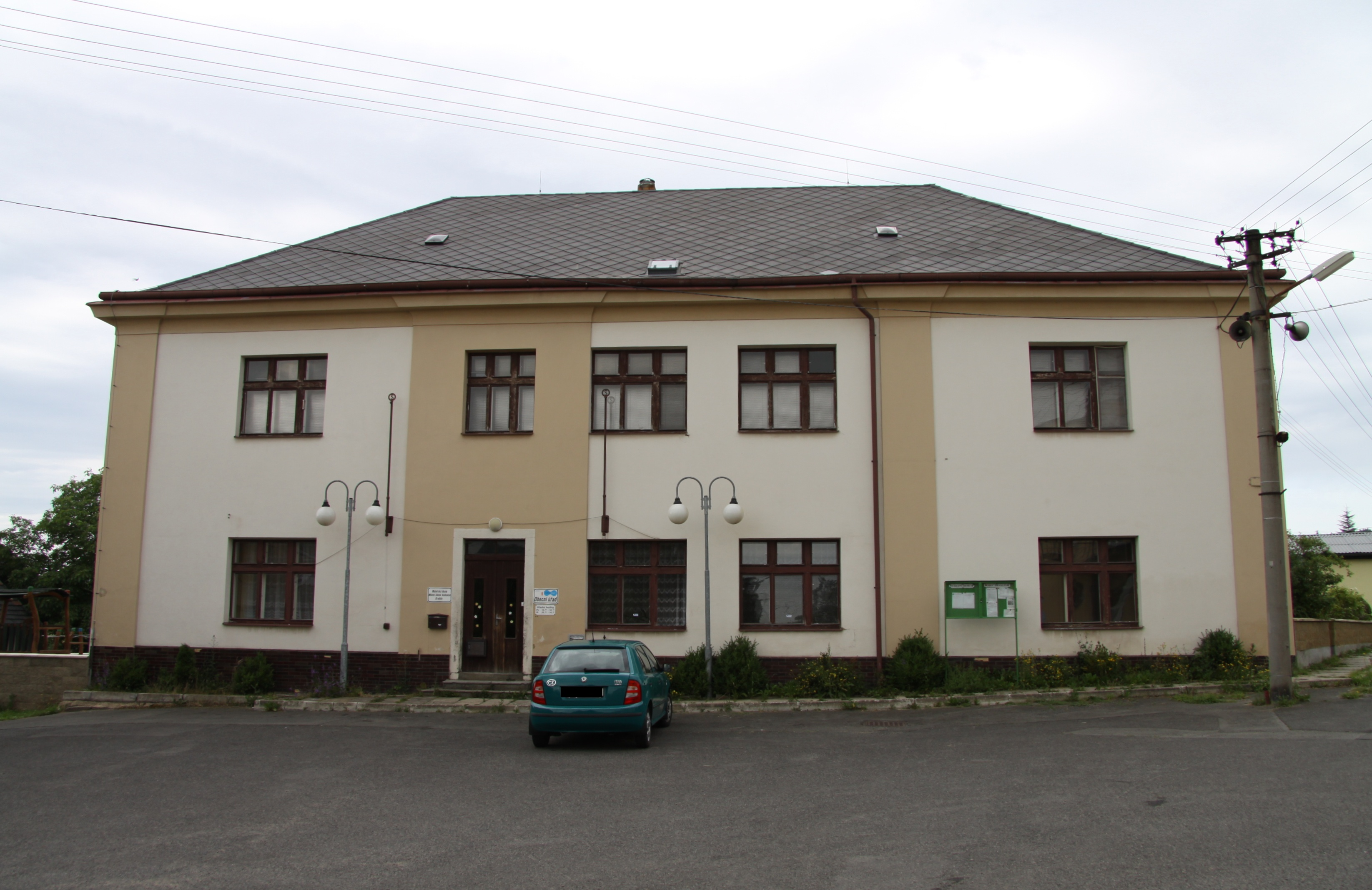
Gemeindeamt

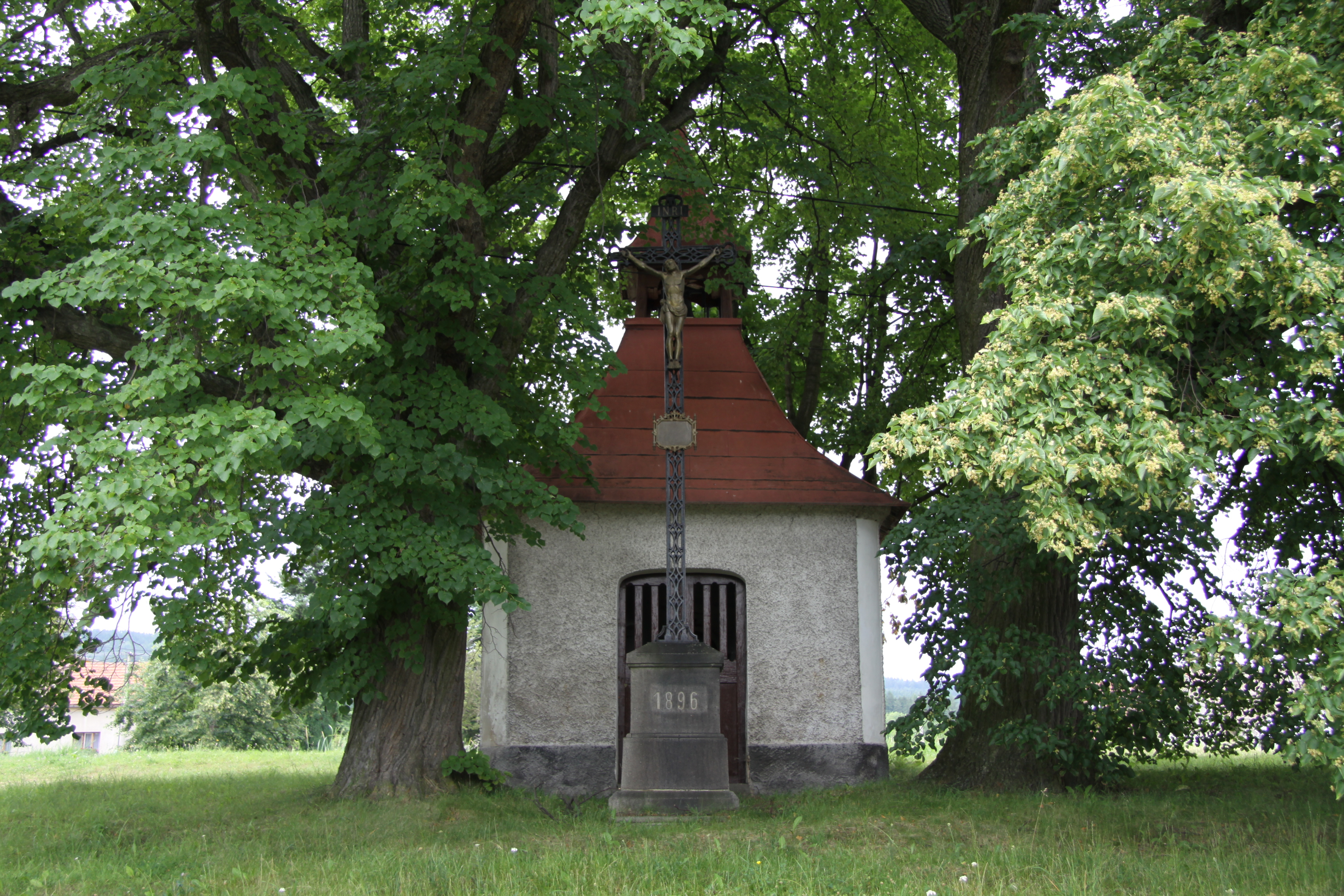
Kapelle in Drahlín

Drahlín (deutsch Drahlin, auch Drachlin) ist eine Gemeinde in Tschechien. Sie liegt sechs Kilometer nordwestlich des Stadtzentrums von Příbram und gehört zum Okres Příbram.

## Geographie
Drahlín befindet sich linksseitig des Baches Drahlínský potok am Südosthang des Brdy. Nordöstlich erhebt sich der Klouček (681 m n. m.), im Südosten die Hůrka (535 m n. m.), südlich der V Dubkově (547 m n. m.), im Südwesten die Malá Třemošná (701 m n. m.), die Třemošná (779 m n. m.) und die Ohrádka (747 m n. m.), westlich die Brda (773 m n. m.) sowie im Nordwesten die Sádka (709 m n. m.). Gegen Norden und Westen erstreckt sich der Truppenübungsplatz Brdy.
Nachbarorte sind Velcí, Na Luhu und Ohrazenice im Norden, Královky, Čenkov und Dominikální Paseky im Nordosten, Sádek, Kardavec und Valcha im Osten, Trhové Dušníky, Hůrky und Lhota u Příbramě im Südosten, Šachta und Oseč im Süden, Borek und Obecnice im Südwesten, Malý Drahlín im Westen sowie Těně, Nová Ves, Kvaň, Malá Víska, Neřežín und Hrachoviště im Nordwesten.

## Geschichte
Drahlín war bereits im Frühmittelalter besiedelt. Auf dem Hügel westlich des heutigen Dorfes bestand etwa seit dem 7. bis 10. Jahrhundert eine hölzerne Burg, die der Legende nach eine der Burgen der Fürstin Drahomíra gewesen sein soll.
Erstmals schriftlich erwähnt wurde Drahlín 1324 als Sitz des wahrscheinlich dem Vladikengeschlecht Buzický von Buzice entstammenden Heřman von Drahlín. Seit 1390 ist Drahlín als Teil der Herrschaft Liteň nachweislich. 1394 erfolgte eine Teilung des Gutes in die Güter Obecnice und Drahlín, wobei der Kaplan Theodorik vom Martha-Altar des Prager Veitsdomes Besitzer von Drahlín wurde. Im Jahre 1413 kauften Dobeš von Tmaň und Zdeněk von Podmokly die Feste und das Gut Drahlín von ihren Ehefrauen. Im Laufe des 15. Jahrhunderts erlosch die Feste, das Gut Drahlín wurde an die Herrschaft Hluboš angeschlossen. Zu Beginn des 16. Jahrhunderts erwarb Jan Karel von Svárov das Gut Hluboš mit Drahlín, Sádek, Bratkovice und Občov. Dessen Sohn Karel tauschte Hluboš mit allem Zubehör am 5. Mai 1542 bei Petr Vamberský von Rohatec gegen das Gut Otmíče mit Libomyšl und Bavoryně sowie 400 Schock Böhmische Groschen ein. Petr Vamberskýs Nachkommen verkauften das Gut 1575 an Bedřich Hořčice von Prostý. Von diesem erwarb Wenzel Sturm von Hirschfeld das Gut Hluboš, seit Ende des 16. Jahrhunderts gehörte es den Vladiken Wtelensky von Wtelno.
Nach der Schlacht am Weißen Berg wurde das Gut Hlubosch aus dem Besitz des Karl Wtelensky von Wtelno konfisziert und 1623 an Wenzel Bechinie von Lazan veräußert. 1629 erwarb Magdalena Bechinie von Olbramovice das Gut Hlubosch. Sie vererbte es 1636 hälftig ihrem dritten Ehemann Jan Humprecht von Račín und ihren Kindern. Drahlín bestand im Jahre 1650 aus sechs Bauern, acht Chalupnern und einem wüsten Anwesen. 1705 erwarben die Herren Bechinie von Lazan das Gut Hlubosch erneut. Im Jahre 1713 bestand Drahlín aus 22 Häusern. Bis 1714 gehörte Drahlin zum Podbrder Kreis, danach wurde die Siedlung Teil des Berauner Kreises. 1741 übernahm Johann Anton Hochberg von Hennersdorf die Güter Hlubosch und Pitschin, wobei Hlubosch der Besitz seiner Frau Marie Bechinie von Lazan war. In den 1770er Jahren schlossen die Grafen Hochberg von Hennersdorf Hlubosch und Pitschin zu einer Herrschaft Hlubosch zusammen.
Mit kaiserlicher Bewilligung ließ Anton Hochberg von Hennersdorf die überschuldete Herrschaft am 30. November 1816 in einer Lotterie ausspielen. Das große Los zog dabei ein Wiener Hofsattler, der die Herrschaft umgehend an Otto Victor I. von Schönburg-Waldenburg verkaufte. 1826 veräußerte Fürst Otto Victor die Herrschaft an seine Schwägerin Louise Fürstin zu Schönburg-Hartenstein, geborene von Schwarzenberg, die Ehefrau seines Bruders Eduard. 1830 wurde in Drahlin ein herrschaftliches Hegerhaus erbaut. Im Jahre 1835 verkaufte Ludwig von Schönburg die Herrschaft Hlubosch für 220.000 Gulden an den ehemaligen Gouverneur des preußischen Fürstentums Neuenburg, Ludwig von Pourtalès.
Im Jahre 1846 bestand Drahlin aus 60 Häusern mit 471 Einwohnern, darunter einer jüdischen Familie. Im Ort gab es ein Wirtshaus. Westlich des Dorfes befand sich ein Erdhügel mit einem Wallgraben und einem verschütteten Brunnen; dahinter lag die zum Meierhof Sadek gehörige obrigkeitliche Schäferei (Malý Drahlín). Pfarrort war Hlubosch. Bis zur Mitte des 19. Jahrhunderts blieb Drahlin der Herrschaft Hlubosch untertänig.
Nach der Aufhebung der Patrimonialherrschaften bildete Drahlín / Drahlin ab 1850 einen Ortsteil der Gemeinde Hluboš im Gerichtsbezirk Příbram. Ab 1868 gehörte Drahlín zum Bezirk Příbram. Nach der Errichtung einer eigenen Schule wurden 1871 die Kinder aus Drahlín und Sádek von Hluboš nach Drahlín umgeschult. 1872 verkaufte die Familie von Pourtalès die Grundherrschaft Hluboš an Karl Fürst zu Oettingen-Wallerstein. Am 26. September 1874 vernichtete ein Großbrand acht Häuser von Drahlín. 1879 entstand die Gemeinde Drahlín mit dem Ortsteil Sádek. 1889 wurde die Freiwillige Feuerwehr gegründet. Im Jahre 1901 löste sich Sádek von Drahlín los und bildete eine eigene Gemeinde; die Einschicht Ovčín, aus der sich später die Siedlung Malý Drahlín entwickelte, verblieb jedoch bei Drahlín. Beim Zensus von 1911 lebten in Drahlín 849 Personen; das Dorf bestand aus 117 Häusern, von denen zwei verlassen waren. Im Ersten Weltkrieg fielen 27 Einwohner. 1929 begann die Elektrifizierung von Drahlín. Im Jahre 1930 lebten in der Gemeinde 734 Menschen. Im selben Jahre wurde die Autobusverbindung Příbram – Drahlín aufgenommen. 1949 lebten in den 143 Häusern von Drahlín 516 Personen, im Ort gab es vier Wirtshäuser. 1951 eröffnete ein Kindergarten. Im Jahre 1953 besuchten 56 Kinder die Schule und 14 den Kindergarten. 1954 hatte die Gemeinde 469 Einwohner. Malý Drahlín wurde 1959 an das Elektrizitätsnetz angeschlossen. Die Anzahl der Schüler der Drahlíner Schule war 1966 auf 18 gesunken; 1979 wurde sie geschlossen. Im Jahre 1980 entstanden in der Gemeinde zehn neue Einfamilienhäuser, davon sechs in Malý Drahlín. Beim Zensus von 1981 lebten in Drahlín 431 Personen. Ende 2015 wurde im Zuge der Auflösung des Truppenübungsplatzes Brdy der Katastralbezirk Drahlín v Brdech der Gemeinde zugeordnet.

## Gemeindegliederung
Für die Gemeinde Drahlín sind keine Ortsteile ausgewiesen. Grundsiedlungseinheiten sind Drahlín und Malý Drahlín.
Das Gemeindegebiet bildet den Katastralbezirk Drahlín.

## Sehenswürdigkeiten
- wüste Feste Drahlín auf dem Hügel Na Hradišti neben dem Sportplatz. Seit dem 7. bis 10. Jahrhundert fand sich dort eine hölzerne Burg mit steinernen Befestigungsanlagen. Im 15. Jahrhundert erlosch die Feste. Von dem Bauwerk mit quadratischem Grundriss ist nichts erhalten. Auf Burghügel sind Reste des Walles und des Grabens erkennbar. Im Jahre 2003 wurde der Hügel vom Buschwerk befreit.
- Kapelle auf dem Dorfplatz von Drahlín
- Kapelle in Malý Drahlín
- Gedenkstein für die Gefallenen des Ersten Weltkriegs, enthüllt 1932